# Giải vô địch bóng đá Nam Mỹ 1939
Giải vô địch bóng đá Nam Mỹ 1939 là Giải vô địch bóng đá Nam Mỹ lần thứ 15, diễn ra ở Lima, Peru từ 15 tháng 1 đến 12 tháng 2 năm 1939. Giải đấu có 5 đội tuyển tham gia, đấu vòng tròn tính điểm để chọn ra nhà vô địch. Chủ nhà Peru giành chức vô địch đầu tiên sau khi vượt qua Uruguay ở lượt trận đấu cuối.

## Địa điểm
| Lima                  |
| --------------------- |
| Sân vận động Quốc gia |
| Sức chứa: 40.000      |
|                       |

## Kết quả
| Đội      | Pld | W | D | L | GF | GA | GD  | Pts |
| -------- | --- | - | - | - | -- | -- | --- | --- |
| Perú     | 4   | 4 | 0 | 0 | 13 | 4  | +9  | 8   |
| Uruguay  | 4   | 3 | 0 | 1 | 13 | 5  | +8  | 6   |
| Paraguay | 4   | 2 | 0 | 2 | 9  | 8  | +1  | 4   |
| Chile    | 4   | 1 | 0 | 3 | 8  | 12 | −4  | 2   |
| Ecuador  | 4   | 0 | 0 | 4 | 4  | 18 | −14 | 0   |

## Trận đấu
| Paraguay                                       | 5–1 | Chile     |
| ---------------------------------------------- | --- | --------- |
| Godoy 10', 24' · Barrios 47', 75' · Aquino 88' |     | Sorrel 8' |

| Perú                                            | 5–2 | Ecuador          |
| ----------------------------------------------- | --- | ---------------- |
| T. Fernández 6', 34', 77' · J. Alcalde 16', 58' |     | Alcívar 55', 89' |

| Uruguay                                             | 6–0 | Ecuador |
| --------------------------------------------------- | --- | ------- |
| Porta 22' · S. Varela 53', 55', 81' · Lago 65', 70' |     |         |

| Perú                                           | 3–1 | Chile         |
| ---------------------------------------------- | --- | ------------- |
| T. Fernández 46', 65' (ph.đ.) · J. Alcalde 80' |     | Domínguez 55' |

| Uruguay                                     | 3–2 | Chile               |
| ------------------------------------------- | --- | ------------------- |
| S. Varela 11' · Camaití 30' · Chirimini 73' |     | Muñoz 3' · Luco 39' |

| Perú                                   | 3–0 | Paraguay |
| -------------------------------------- | --- | -------- |
| T. Fernández 11', 30' · J. Alcalde 78' |     |          |

| Chile                                            | 4–1 | Ecuador    |
| ------------------------------------------------ | --- | ---------- |
| Toro 6' · Avendaño 15', 79' · Sorrel 19' (ph.đ.) |     | Arenas 35' |

| Uruguay                                      | 3–1 | Paraguay    |
| -------------------------------------------- | --- | ----------- |
| Lago 14' · S. Varela 40' (ph.đ.) · Porta 66' |     | Barrios 59' |

| Paraguay                            | 3–1 | Ecuador    |
| ----------------------------------- | --- | ---------- |
| Mingo 4' · Godoy 61' · Barreiro 63' |     | Arenas 75' |

| Perú                        | 2–1 | Uruguay   |
| --------------------------- | --- | --------- |
| J. Alcalde 7' · Bielich 35' |     | Porta 44' |

## Danh sách cầu thủ ghi bàn
7 bàn
- Teodoro Fernández

5 bàn
| - Jorge Alcalde | - Severino Varela |  |

3 bàn
| - Tiberio Godoy - Marcial Barrios | - Pedro Lago - Roberto Porta |  |

2 bàn
| - José Avendaño - Enrique Sorrel | - Marino Alcívar - Manuel Arenas |  |

1 bàn
| - Alfonso Domínguez - Roberto Luco - Raúl Muñoz - Raúl Toro | - Ricardo Aquino - Eustaquio Barreiro - Eduardo Mingo - Víctor Bielich | - Adelaido Camaití - Oscar Chirimini |